# Peters Motor Car Division
Peters Motor Car Division war ein US-amerikanischer Hersteller von Automobilen. Eine andere Quelle verwendet die Firmierung Peters Division.

## Unternehmensgeschichte
Die Peters Motor Corporation wurde 1920 gegründet. Es finden sich auch die Firmierungen Peters Automobile Company und Peters Motor Car Company. Der Sitz war in Trenton in New Jersey. Die zuerst genutzte Fabrik war in Pleasantville und die zweite in Trenton. E. James Peters leitete das Unternehmen. 1920 begann die Produktion von Automobilen. Der Markenname lautete Peters. Es bestand eine enge Zusammenarbeit mit dem Motorenhersteller Spacke Machine & Tool Company aus Indianapolis. Spacke soll die Fahrzeuge größtenteils produziert haben.
1921 wurde Spacke insolvent. Peters suchte daraufhin ein Werk, das geeigneter erschien. Im April 1922 bezog er eine Fabrik in Bethlehem in Pennsylvania. Nun lautete die Firmierung Peters Autocar Company. Autocar beschwerte sich wenig später über diese Firmierung.
1922 übernahm die Romer Motors Corporation das Unternehmen. Jetzt firmierte es als Peters Motor Car Division bzw. kurz als Peters Division. Der Sitz war nun in Danvers und das Werk in Taunton, beides in Massachusetts. Im gleichen Jahr endete die Produktion. Es ist nicht gesichert überliefert, ob unter Regie von Romer noch Fahrzeuge hergestellt wurden.

## Fahrzeuge
Die Fahrzeuge hatten zunächst einen Zweizylindermotor von Spacke. Er war mit 9/13 PS angegeben. Die Motorleistung wurde über ein Zweigang-Planetengetriebe die Hinterachse an. Auffallend war ein falscher Kühlergrill, denn der Motor war luftgekühlt und benötigte daher keinen Wasserkühler. Das Fahrgestell hatte 229 cm Radstand und 117 cm Spurweite. Der Aufbau war ein Roadster mit zwei Sitzen. Er konnte leicht in einen Lieferwagen umgebaut werden. Der Neupreis betrug 385 US-Dollar.
Unter Leitung von Romer war ein etwa größeres Modell geplant. Genannt sind ein Motor mit 10/14 PS, ein Radstand von 254 cm und eine Spurweite von 130 cm. Der Preis sollte dagegen auf 295 Dollar reduziert werden.